# نيشان خاتم سليمان
وسام ختم سليمان هو وسام فروسية للإمبراطورية الإثيوبية، أسسها الإمبراطور يوهانس الرابع عام 1874 كأعلى وسام إمبراطوري، ويحتوي على خمس درجات. في عام 1930، تم إنشاء نظام أعلى، أي وسام سليمان، والذي كان منفصلاً عن وسام ختم سليمان. تم منح الأمر لأعضاء البيت الإمبراطوري والأشخاص الذين قدموا خدمات جديرة بالتقدير.
بعد خلع هيلا سيلاسي وحل الإمبراطورية الإثيوبية، استمر الأمر كطلب منزل يمنحه بيت سليمان. واليوم، رئيسها الحالي هو رئيس مجلس ولي العهد، الأمير إرمياس سهل سيلاسي، حفيد إمبراطور إثيوبيا هيلا سيلاسي.
سلالة سليمان، البيت الإمبراطوري القديم في إثيوبيا، تدعي النسب من الملك سليمان وملكة سبأ، التي قيل إنها أنجبت الملك منليك الأول بعد زيارتها لسليمان في القدس.

## درجات
الترتيب له خمس درجات. تم تقديم «الياقة» من الدرجة الممتازة في الأمر من قبل الإمبراطورة زاوديتو في عام 1922، ولكن مع التعديل في عام 1930، تم فصل هذه الدرجة كأمر مستقل من قبل الإمبراطور هيلا سيلاسي (مثل وسام سليمان، مع فئة واحدة من «طوق»).
- فئة متفوقة:
  - ذوي الياقات البيضاء (تم فصلهم كأمر مستقل في عام 1930 ؛ يقتصر على أفراد العائلة الإمبراطورية و 5 متلقين عاديين)؛
- خمس فئات عادية:
  - جراند كوردون (تقتصر على 15 مستلمًا)؛
  - الضابط الكبير (يقتصر على 25 مستلمًا)؛
  - قائد (يقتصر على 35 مستلمًا)؛
  - ضابط (يقتصر على 45 مستلمًا)؛
  - شوفالييه (يقتصر على 55 مستلمًا.

## وصف
شارة الطلب هي نجمة داوود الذهبية مع صليب في الوسط باللون الأخضر المطلي بالمينا مع صليب لاتيني ذهبي في المنتصف. تم تعليق الشارة من قبل التاج الإثيوبي بالذهب. تحمل اللوحة شارة الطلب على نجمة ذهبية ذات أشعة. الشريط أخضر خالص. كانت الدرجات السفلية من النظام مصقولة بالمينا المتقاطعة المركزية.

## مراجع

وشاح مع شارة النظام.

## روابط خارجية
- الأوامر والأوسمة الإمبراطورية لإثيوبيا: وسام ختم سليمان - الموقع الإلكتروني لمجلس تاج إثيوبيا
- إثيوبيا: وسام ختم سليمان - ميداليات العالم على الإنترنت